# 111 South Wacker Drive
 111 South Wacker Drive è un grattacielo situato a Chicago, in Illinois.

## Caratteristiche
Completato nel 2005 e alto 208 metri, la struttura ha 51 piani. Si trova sul sito dell'ex US Gypsum Building, uno degli edifici più alti di Chicago demoliti.
Progettato da Lohan Caprille Goettsch Architects, l'edificio è noto per la sua rampa di parcheggio unica. La forma ciclica della rampa crea un soffitto inclinato per la hall principale dell'edificio sottostante. Il design del cavatappi della rampa si riflette anche all'esterno; infatti il pavimento segue le linee radianti poste all'interno.
L'edificio è anche degno di nota per il suo design sostenibile, diventando il primo progetto in assoluto ad essere certificato LEED-CS Gold dal Green Building Council degli Stati Uniti.
Il design originale prevedeva un edificio più estremo. Questa torre di 194 piani (638 piedi) di 35 piani utilizzava infatti molti dei cassoni esistenti dell'ex edificio di gesso degli Stati Uniti. La maggior parte dell'edificio sarebbe stata sostenuta da una base 10 metri d'altezza e da 20 grandi sostegni diagonali collegati dagli angoli della base al fondo della struttura dell'uffici. L'effetto avrebbe avuto una forma poco simmetrica e un edificio apparentemente instabile.
Il piano fu infine abbandonato con l'attuale progetto scelto invece.